# Sęczygniew
Sęczygniew – staropolskie imię męskie, złożone z członu Sęczy- ("wsączać się, przenikać"), oraz członu -gniew ("gniew"). Może oznaczać "ten, który sączy gniew".
Sęczygniew imieniny obchodzi 30 października.